# Halos (Delfi)
Lo Halos era uno spazio aperto rotondo vicino al tempio di Apollo a Delfi, dove venivano eseguiti antichi rituali.

## Descrizione
Tra il Bouleuterion e la Roccia della Sibilla nel santuario di Apollo a Delfi c'è uno stretto passaggio che conduce alla fontana che il drago Pitone avrebbe presumibilmente protetto. Apollo uccise il drago e poi partì per la terra degli Iperborei per essere espiato dall'omicidio. Questa azione significa nella mitologia il passaggio dai primi culti ctoni al culto del dio della luce e della musica. In quel punto, davanti alle rocce che segnano il passo, si forma uno spazio rotondo, chiamato Halos (letteralmente: trebbiatura), in cui si svolgevano diversi rituali. Tra questi rituali c'era il Septerion, la rievocazione rituale dell'uccidione di Pitone da parte di Apollo, che si svolgeva una volta ogni otto anni. Plutarco ricorda che durante la pulizia rituale del sito un ragazzo, i cui genitori erano entrambi vivi, avrebbe dato fuoco a una costruzione di legno che simboleggiava la dimora di Pitone e poi si sarebbe ripulito come aveva fatto Apollo. Intorno agli Halos, in particolare sul lato nord, sono state erette piattaforme e basi per monumenti, in particolare del periodo ellenistico. Tra questi spicca la base per una statua del re di Pergamo Attalo II Filadelfo (159-138 a.C.), dedicata dalla città di Delfi. A nord-est l'Halos è delimitato dal muro poligonale, costruito dopo la distruzione del Tempio di Apollo nel 548 a.C., per sostenere il terreno per l'erezione del nuovo tempio che sarebbe stato costruito sotto gli auspici degli Alcmeonidi. A nord dell'Halos si ergeva lo Stoà degli Ateniesi, anch'esso appoggiato al muro poligonale.
Nel 1939, durante i lavori di riparazione lungo la Via Sacra, fu scoperto un deposito davanti all'Halos, nel quale furono rinvenuti un gran numero di ex voto e altri oggetti liturgici. Questi ex-voto erano stati distrutti in una fase precedente, a causa di un incendio o di altre cause e, secondo la pratica in quei giorni, furono sepolti perché era proibito riciclarli o venderli. Il più importante di questi reperti erano le statue crisoelefantine di Apollo e Artemide e un toro d'argento.